# Boulevardzeitung
Eine Boulevardzeitung ist ein periodisch in hoher Auflage erscheinendes Druckerzeugnis, dem nur eingeschränkte Seriosität zugeschrieben wird. Die ersten Vertreter der Gattung waren nur auf der Straße (Boulevard) käuflich zu erhalten, nicht im Abonnement (vgl. hierzu auch Kaufzeitung). Anknüpfend an die Boulevardzeitung hat sich der Begriff Boulevardjournalismus etabliert, der heute eine eigene Gattung im Journalismus bezeichnet.
Gelegentlich wird der seit 1865 erscheinende San Francisco Examiner als erstes Skandalblatt der Zeitungsgeschichte bezeichnet. Die englische Bezeichnung, abgeleitet vom typischen Papierformat, ist Tabloid Journalism.

## Entstehung und Geschichte
Am 22. Oktober 1904 erschien mit der B.Z. am Mittag die erste Boulevardzeitung im Straßenverkauf für den deutschen Zeitungsmarkt. B.Z. steht für Berliner Zeitung. Die erste Ausgabe der Illustrierten Kronen Zeitung, der auflagenstärksten Zeitung in Österreich, erschien 1901; damals setzte die Zeitung auf Romane und Spiele zur Kundenbindung. Eine Boulevardzeitung in der Weimarer Republik in den 1920er und 1930er Jahren war die Berliner Zeitung Tempo, die bis zu dreimal täglich erschien. In Österreich boomten in den frühen 1920er Jahren neue populäre Tageszeitungen wie Die Stunde, Der Abend und Der Tag, die sich zur Kronen Zeitung durch eine breite politische Berichterstattung und eine linke oder liberale Blattlinie abgrenzten.
Die erste Boulevardzeitung in Deutschland nach dem Zweiten Weltkrieg war die regionale Hamburger Morgenpost im Besitz der SPD. Ihre erste Nummer erschien am 16. September 1949. Im Jahr 1952 dann erschien zum ersten Mal die überregionale Boulevardzeitung Bild des Verlegers Axel Springer (Axel Springer Verlag). Sie schaffte es zur auflagenstärksten Tageszeitung Europas. Zahlreiche Boulevardzeitungen etablierten sich im deutschsprachigen Raum (Blick aus der Schweiz), darunter sehr viele mit regionalem Bezug (Abendzeitung aus München).
Die Entstehung des Begriffes Yellow Press ab den 1890er Jahren erklärt der Amerikanist Gert Raeithel in seiner dreibändigen Geschichte der Nordamerikanischen Kultur mit dem „Pressekrieg“ des ausklingenden 19. Jahrhunderts: In New York versuchte der Verleger James Gordon Bennett die Auflage des Herald regelmäßig durch spektakuläre Aktionen zu steigern. Zugleich gab es in der New York World des Verlegers Joseph Pulitzer die Comic-Serie [At the Circus in] Hogan’s Alley des Zeichners Richard Outcault mit einer gelb kolorierten Figur namens The Yellow Kid, die das Alltagsleben in den Einwanderervierteln Manhattans schilderte. Auch Pulitzer setzte auf Aktionen wie Weltreisen seiner Reporter und finanzierte darüber beispielsweise das Fundament der Freiheitsstatue. Als Outcault 1896 zum New York Journal des Verlegers William Randolph Hearst wechselte, wurde auch dort ein gelbfarbener Comic in den Sonntagsausgaben abgedruckt. Um 1900 druckten alle Zeitungen, die der Sensationspresse zuzurechnen waren, anfänglich gelblich colorierte Comics ab.
Seit 1993 gibt es in der Frankfurter Allgemeinen Zeitung die wöchentliche Kolumne Herzblattgeschichten; der langjährige Autor Peter Lückemeier durchforstete dafür die deutsche Boulevardpresse, die er stets liebevoll „Knallpresse“ nannte, einen Begriff, den er geprägt hat, aber nicht selbst erfunden haben will. Ansonsten wird der Begriff abwertend verwendet.

## Charakteristika und Layout
Zeitungstypologisch werden Boulevardzeitungen (abfällig auch „Revolverblatt“) als Mischform von Informations- und Nachrichtenpresse, kommerziell orientierter Presse und politischer Meinungspresse betrachtet, die sich durch spezifische sprachliche und gestalterische Charakteristika auszeichnet. Boulevardzeitungen pflegen oft sensationsorientierte Aufmachungen, große Überschriften und großflächige Fotos. Auffällige Farben und plakative Schlagzeilen werden verwendet. Oftmals wird das Titelblatt übersichtlich gestaltet. Bilder und Überschriften nehmen in den meisten Boulevardzeitungen den überwiegenden Platz ein, die Texte sind in der Regel kurz und werden oft mittels hoher Sprachökonomie verdichtet. Auf Hintergrundinformationen wird häufig verzichtet.

## Themen
In Boulevardzeitungen werden vor allem Themen behandelt, die geeignet sind, Emotionen zu wecken. Nachrichten mit deutlich sachbetontem Gegenstand werden personifiziert, emotionalisiert (z. B. wird eine wenig bedeutsame emotionale Komponente der Kernaussage zugeordnet) und manchmal auch skandalisiert. Besondere Beachtung im Boulevardbereich finden Polizei- und Gerichtsberichterstattung, Prominente und Sport.
Die Berichterstattung über Prominente dreht sich hauptsächlich um Liebesbeziehungen, öffentliche Skandale und persönliches Leid wie etwa Krankheiten, Unfälle oder das Altern.
In verschiedenen Ländern sind in den Boulevardzeitungen Frauen mit nacktem Oberkörper oder nackt abgebildet. So gibt es in Großbritannien das so genannte Page Three girl (deutsch: „Mädchen von Seite drei“). Die Zeitung The Sun führte das „Page three girl“ ein und ließ sich die Bezeichnung später schützen. In der deutschen Boulevardzeitung Bild wurden bis 2018 häufig nackte oder wenig bekleidete Frauen abgebildet.
Auch Berichte über Sportereignisse und Sportler haben oft den für Boulevardzeitungen typischen Stil. In Italien haben sich dabei als reine Sport-Boulevardzeitungen, die täglich in hoher Auflage erscheinen, die Zeitungen La Gazzetta dello Sport, Corriere dello Sport – Stadio und Tuttosport etabliert. In Portugal sind die zwei auflagenstärksten Tageszeitungen, A Bola und Record, ebenfalls Sport-Boulevardzeitungen.

## Der Markt der Boulevardzeitungen

### Deutscher Sprachraum

#### Deutschland
Der deutsche Boulevardzeitungsmarkt setzt sich aus insgesamt acht tagesaktuellen und vier wöchentlichen (Bild am Sonntag, B.Z. am Sonntag, Hamburger Morgenpost am Sonntag (bis Juli 2020) und Sonntag Express) Boulevardzeitungen zusammen. Die meisten Titel sind in erster Linie in lokalen oder regionalen Märkten aktiv. Lediglich Bild und Bild am Sonntag vertreiben neben einer Reihe von Regionalausgaben eine Nationalausgabe mit flächendeckender Verbreitung und können somit als überregionale Zeitung gelten.
- Abendzeitung München (Nürnberg 2012 eingestellt[8]) (Verlag Die Abendzeitung)
- Abendpost/Nachtausgabe Frankfurt (Frankfurter Societät), 1988 eingestellt
- Der Abend Berlin, 1981 eingestellt
- Berliner Kurier (Berliner Verlag, Teil von M. DuMont Schauberg)
- B.Z. Berlin (Axel Springer SE)
- Bild (Axel Springer SE)
- Bild am Sonntag (Axel Springer SE)
- Express Köln, Bonn, Düsseldorf (M. DuMont Schauberg)
- Hamburger Morgenpost (M. DuMont Schauberg)
- Morgenpost Sachsen Dresden, Chemnitz (DD+V Mediengruppe Dresden)
- Nacht-Depesche Berlin (Deutsche Druck- und Verlagsgesellschaft), 1972 eingestellt
- Super! (Burda-Verlag), 1992 eingestellt
- tz München (Zeitungsverlag tz München)

#### Österreich
- Heute (Wien) kostenlos (AHW Verlags GmbH)
- Kronen Zeitung (Mediaprint)
- Österreich

#### Schweiz
- Blick (Ringier AG)[9]
- 20 Minuten (Tamedia, kostenlos)
- Blick am Abend (2008–2018 gedruckt, danach nur online)
- Le Matin (französischsprachig, seit 2018 nur noch online)
- Die Weltwoche (Chefredakteur Roger Köppel)

#### Luxemburg
- Privat (Presse Nicolas)

### Englischer Sprachraum

#### Großbritannien
- News of the World, infolge des News-International-Skandal 2011 eingestellt
- The Sun (News Group Newspapers)
- Daily Mail (Daily Mail and General Trust)
- Daily Express (Northern & Shell)
- Daily Star (Northern & Shell)
- Daily Mirror (Trinity Mirror)
- The Sunday People

#### USA
- New York Post (News Corporation)
- San Francisco Examiner (seit 1865; seit 2004 Gratiszeitung)

#### Australien
- The Herald Sun (The Herald and Weekly Times Ltd)
- The Daily Telegraph (Nationwide News)

### Frankreich
Wochenmagazine:
- Paris Match (Hachette Filipacchi Médias)
- France Dimanche (Hachette Livre)
- Closer[11]
- Voici[12]

### Andere Sprachräume
- Komsomolskaja Prawda (RUS)
- Fakt (PL) (Axel Springer Polska)
- Hürriyet (TR)
- Sabah (TR)
- Blesk (CZ)
- Aha! (CZ)
- Nový Čas (SK) (Ringier Slovakia a.s.)
- Plus jeden deň (SK)
- Aftonbladet (SE)
- Expressen (SE)
- Verdens Gang (NO)
- Bergensavisen (NO)
- Dagbladet (NO)
- De Telegraaf (NL)
- Ekstra Bladet (DK)
- Click! (RO)
- Kurir (SRB)
- 24 sata (HR)
- La Cuarta (Chile)
- El Extra (Ecuador)
- Crónica (Argentinien)
- Diario Popular (Argentinien)